# Josef Birchbauer
Josef Birchbauer (* 23. März 1869 in St. Stefan im Rosental bei Feldbach, Steiermark; † 3. April 1948 in Mehlteuer bei Kirchberg an der Raab, Steiermark) war ein österreichischer Politiker der Großdeutschen Volkspartei (GdP).

## Ausbildung und Beruf
Nach dem Besuch der Volksschule wurde er Mühlenbesitzer.

## Politische Funktionen
- Gemeindevorstand von Oberdorf am Hochegg (Steiermark)

## Politische Mandate
- 4. März 1919 bis 9. November 1920: Mitglied der Konstituierenden Nationalversammlung, GdP